# Dinnyés József
Dinnyés József (Szeged, 1948. augusztus 4. – Budapest, 2021. március 15.) magyar előadóművész, dalszerző, „daltulajdonos”, énekes, gitáros, eszperantista.

## Élete
1963-ban kezdett énekelni. 1966-ban alapító tagja és dalszövegírója volt az első magyarul éneklő szegedi zenekarnak, az Angyaloknak. 1967-ben „Karrier” című, Veress Miklóssal közösen írt dalával lett országosan ismert, amellyel 2. helyezést ért el az első magyar pol-beat fesztiválon. Egy szál gitáros, szájharmonikás, közéleti témákat megéneklő dalai miatt egy ideig magyar Bob Dylanként – „Bob Dinnyésként” emlegették, annak dacára, hogy Bob Dylan ekkor már egészen más utakon járt, és Dinnyést is egyre jobban foglalkoztatta a magyar költészet.
1973-as, első kislemezén két Buda Ferenc- és egy Morgenstern-vers mellett egyetlen saját szerzeménye, az Aranyos emberek szerepelt. Az 1970-es években egyrészt a versmegzenésítések és a saját dalok kettőssége jellemezte műsorait, másrészt az a furcsa helyzet, hogy miközben számtalan koncertet adott országszerte, sőt hivatalos ünnepségek, KISZ-táborok állandó fellépője volt, a Magyar Hanglemezgyártó Vállalat egészen 1985-ig nem volt hajlandó nagylemezt készíteni vele, akkor is kicenzúrázták a címadó Határtalanul című dalát. A lemez megjelenése után öt évvel megjelent a Kín és dac című, 35 dalos költők verseire szerzett albuma.
1976-ban zenésítette meg Hell István Hajnali ének című versét.
1976 és 1979 között III/III-as ügynök volt. Terhelő jelentést nem adott le. Őt magát is megfigyelték.
1985-ben került kapcsolatba az eszperantó nyelvvel, amely annyira elbűvölte, hogy több híres eszperantó verset megzenésített, és a saját dalai közül is többet felénekelt eszperantóul. Eszperantó nyelvű zenei kazettája 1986-ban jelent meg a Lingvo-Studio kiadónál. Ez több tucat országban tette ismertté a nevét, de mivel nem elég folyékonyan beszélte a nyelvet, így – a műfaj jellegéből adódóan – nem tudott átütő sikert elérni.
Az 1990-es években alapított Aranyalmás Kiadó sorra megjelentette a hosszú évek során összegyűlt szerzeményeit. Öt évszázad magyar nyelvű költészet verseiből előadássorozatot szerkesztett. Szabadiskolát alapított, melynek keretein belül a történelem, irodalom és a zene hármasságát mutatja be az érdeklődő kisközösségeknek.
Rendszeresen énekelt a Sárospataki Urbán György Nemzetközi képzőművészeti Szabadiskola és Ifjúsági Művésztelepen.
2021. március 15-én délután, 73. életévében halt meg infarktusban. A hírt testvére, Dinnyés Ágnes közölte Facebook-oldalán.

## Megjelent művei

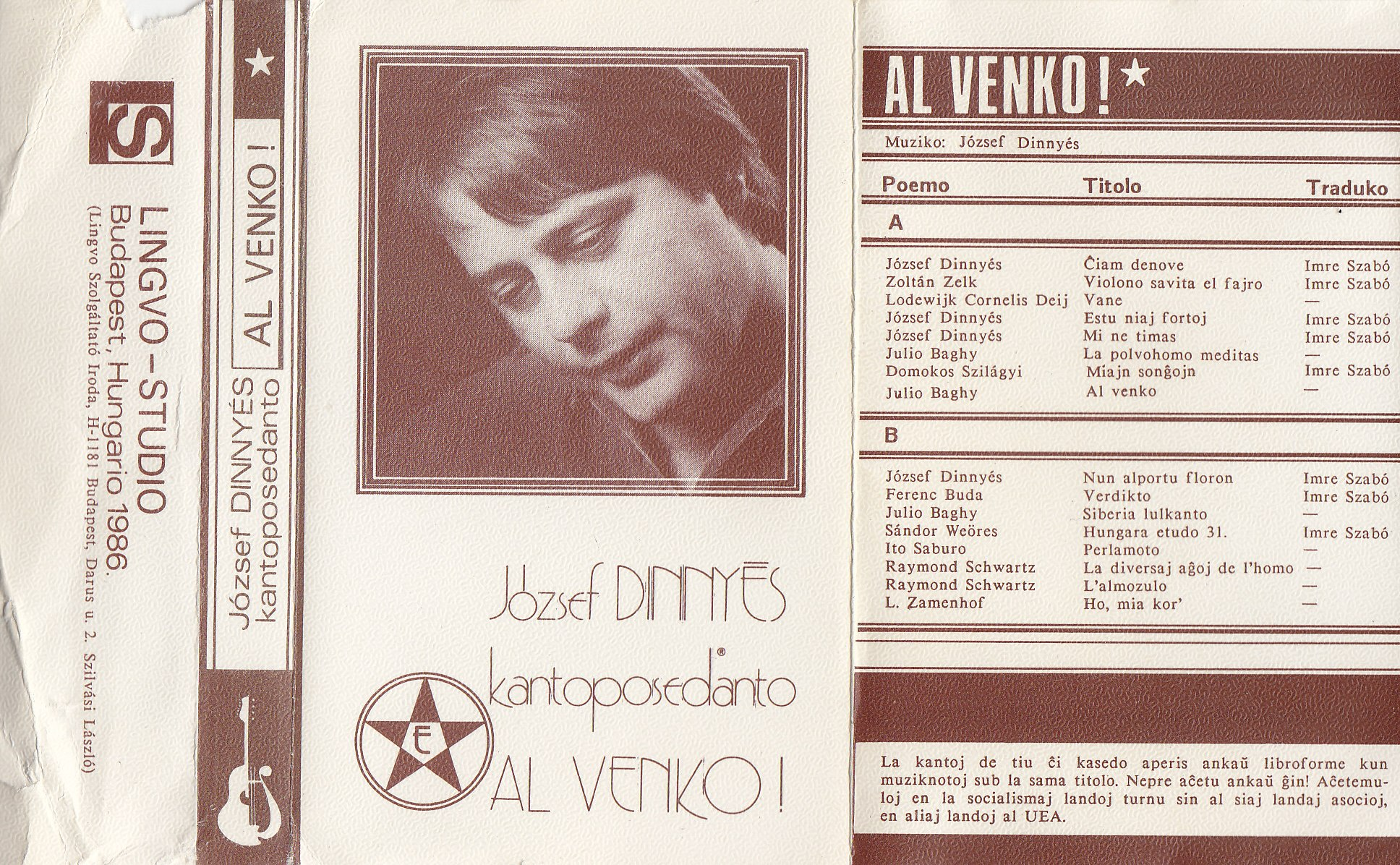
Al venko! Eszperantó nyelvű megzenésített versek (a kazetta borítója)

### Könyv
- Dalaim könyve; Eötvös, Bp., 1989 ISBN 9635009798
- Huszár Gál megszólaltatott énekeskönyve, Bp, ISMN 979-801666-78-9

### Kazetta
- Homo hungaricus. Dinnyés József dallamai a szétszóratott magyar költők verseire
- Fénylik Magyarország. Sinka István énekelt versei
- 1985 – A Nap-út balladái
- 1985 – Határtalanul
- 1986 – Al venko! (eszperantó nyelvű megzenésített versek, Lingvo-Studio)
- 1991 – Kín és dac  Archiválva 2006. február 16-i dátummal a Wayback Machine-ben
- Énekmondó
- 1992 – Ezt nem fújta el a szél (Bob Dylan dalai) Archiválva 2015. július 11-i dátummal a Wayback Machine-ben
- 1993 – Új utakon
- 1995 – Pannon zsoltárok
- 1995 – Dinnyés József. Daltulajdonos. Énekmondó I.
- 2003 – Dalok a magyar Pimodánból. Ady Endre énekelt verse

### CD
- Töretlen hittel 2000.
- Dal a jövőről (Ratkó József énekelt versei), 2001.
- A törvény boldogít (a 119. zsoltár), 2001.
- Énekének (Buda Ferenc, Ratkó József és Utassy József versei kisiskolásoknak), 2001.
- Dalok az országút széléről (Dinnyés József dalai), 2001.
- Aranyalbum
- Kortársaim (32 költő 32 verse)
- Márczius örökködike (dalok Március 15-ikére)
- Tizenhat zsoltár (Genfi zsoltárokból)
- Vigasztaló (a XIX. század énekelt versei)
- Vascsillag (Buda Ferenc megzenésített versei), 2002.
- Béke tanszék (Petri Csathó Ferenc megzenésített versei), 2002.
- Az út (Dinnyés József dalszövegei)
- Balladák
- Égen, földön (Serfőző Simon megzenésített versei), 2003.
- Úti áldás (hitvalló magyar költők énekelt versei)
- Kalász László énekelt versei
- Az építő múlt dalai (Váci Mihály énekelt versei), 2005.
- Mondjátok el (Fáy Ferenc megzenésített versei), 2006.
- Panaszdalok (Határ Győző énekelt versei), 2009.
- 100 dal 4 CD-n szövegkönyvvel (Dinnyés József dalszövegei)
- Itthontalanul (S. Benedek András énekelt versei)
- Küzdelmek zsoltárai (NKA támogatással Genfi zsoltárokból), 2011.
- Szolgálat a küzdelemben (NKA támogatással énekek 500 év nemzeti küzdelmeiről), 2011.
- A küzdelem dalai (NKA támogatással Dinnyés József dalszövegei), 2011.
- Adventi napsütés (Vári Fábián László énekelt versei), 2012.
- Ezek mi vagyunk (Dinnyés József dalszövegei Dinnyés József és a Nyomkeresők), 2013.
- A templomok lázadása (Dinnyés József dallamai Rósz György közreműködésével), 2016.
- Balladás Baranyi (Dinnyés József dallamai Baranyi Ferenc énekelt verseire), 2016.
- Dallamos közérzetem CD és LP 12 dal (Dinnyés József dalszövegei), 2018.
- Negyven fohász dalban (Hajdú Zoltán Levente énekelt versei), 2018.
- Szólt egy hang (Dinnyés József dallamai Kaiser László verseire), 2018.
- Dalolgatok (Finta Éva énekelt versei), 2018.
- Vándor 2016.

## Díjai
- 2001 – A Magyar Kultúra Lovagja
- 2001 – Kanizsa Pro Urbe emlékplakettje
- 2003 – Béres Ferenc-díj
- 2006 – Radnóti-díj – az irodalom népszerűsítéséért
- 2007 – Nemzeti önazonosságunk védelmezője díszoklevél Erdélyben
- 2008 – Balassi emlékérem
- 2012 – NKA ösztöndíj
- 2018 – A Magyar Érdemrend lovagkeresztje
- 2021 – Ratkó József-díj (posztumusz)
- 2022 – Terézváros díszpolgára[5] (posztumusz)Dinnyés József
- 2022 - Dinnyés Józsefnek emléktáblát kapott a1068. Budapest, Benczúr utca 3. számú ház homlokzatára.

## Portré
- Ez itt a kérdés – A „Daltulajdonos” – beszélgetés Dinnyés Józseffel (2019) YouTube videó